# Кејптаун
Кејптаун (афр. Kaapstad, енгл. Cape Town, кос. iKapa) је трећи главни град у Јужноафричкој Републици (друга два су Преторија и Блумфонтејн), као и главни град покрајине Западни Кејп. После Јоханезбурга и Дурбана, Кејптаун је трећи највећи град земље.
Кејптаун је главни град државе (седиште јужноафричког парламента). Као седиште државног парламента, такође је и седиште законодавне власти, те се поред Преторије сматра једним од два главна града. Он је део шире истоимене метрополитанске општине. Град је познат по својој луци, по свом природном положају у ботаничкој регији Кејп, као и по врло уочљивим природним обилежјима попут Стоне планине и Кејп Појнта. Према подацима из 2014. он је 10. најмногољуднији град у Африци и дом за око 64 % становништва регије Вестерн Кејп. Такође је један од градова света који се може похвалити мултикултурним животом, а истовремено представља и једно од основних одредишта за усељенике и азиланте у Јужноафричку Републику. Кејптаун је добио и титулу светске престонице дизајна 2014. године који му је доделило Међународно веће друштава индустријског дизајна. Кејптаун је проглашен најбољим местом да се посети на свету 2014. године од стране Њујорк тајмса и The Daily Telegraph.
Смештен на обали Стоног залива. Кејптаун је најпре изградила Холандска источноиндијска компанија као опскрбну станицу за холандске бродове који су пловили према источној Африци, Индији и Далеком истоку. Доласком Јан ван Рибека 6. априла 1652. основано је прво стално европско насеље у данашњој Јужноафричкој Републици. Кејптаун је врло брзо прерастао своју првобитну намену као прва европска тврђава „Добре наде”, поставши економско и културно средиште колоније Кејп. Све до почетка златне грознице Вајтвотерсранд и развоја Јоханезбурга, Кејптаун је био највећи град у Јужној Африци.

## Историја
Најстарији познати докази о насељености овог краја нађени су у пећини Пирс у Фиш Хоеку, а датирају из периода од пре 15.000 до 12.000 година. Врло мало је познато о историји првих становника ове регије, пошто није сачувана писана историја све док ово подручје није споменуо португалски истраживач Бартоломео Дијас 1486. године и Васко да Гама када је описао Рт добре наде 1497. године. Крајем 16. века, француски, португалски, енглески, дански и холандски бродови су редовно пристајали у Стоном заливу на свом путу према Индији. У трговини са племеном Коикои за свеже месо давали су дуван, бакар и гвожђе.
Године 1652. Јан ван Рибек и други радници Холандске источноиндијске компаније (хол. Verenigde Oost-indische Compagnie, VOC) послати су у Кејп да оснују станицу за снабдевање за бродове који су пловили на рути Холандске источноиндијске колоније, те да саграде тврђаву de Goede Hoop (касније ју је заменила тврђава Good Hope). Насеље је полако расло у том времену, јер је било врло тешко пронаћи адекватну радну снагу. Тај недостатак радника приморао је власти да увозе робове из Индонезије и са Мадагаскара. Многи од тих робова су преци првих обојених заједница у Кејпу. Под управом Ван Рибека и његових наследника као управника фирме VOC, а касније и гувернера Кејпа, на ово подручје уведене су бројне биљне врсте, чиме је природно окружење Кејптауна промењено заувек. Неке од тих биљака укључују грожђе, житарице, кромпир, јабуке, лимун и друге, што је довело до велике промене у привреди, али и у друштву.
Током француских револуционарних и Наполеонових ратова, Холандију је окупирала Француска, а контролу над холандским колонијама преузела је Велика Британија. Британци освајају Кејптаун 1795. али су га вратили Холандији након споразума 1803. године. Међутим, британске снаге поновно окупирају Кејп 1806. након битке код Блоубергстранда. По енглеско-холандском споразуму 1814. Кејптаун потпуно прелази под власт Британаца. Постаје престолница новоформиране британске колоније Кејп колони, чија се територија непрестано ширила током 1800-их. Ширењем територије све чешће су се чули и захтеви за широм аутономијом и независношћу од Британије, а 1854. године Кејп је добио и свој властити парламент, те локалног премијера 1872. године. Право гласа није било постављено на расним него на полним основама, у складу са Законом о праву гласа у Кејпу (енгл. Cape Qualified Franchise).
Откриће дијаманата у Грикваланд весту 1867. и златна грозница Вајтвотерсранда 1886. довели су до огромног прилива усељеника у Јужну Африку. Сукоб између Бурске републике у унутрашњости и британске колонијалне управе довео је до избијања Другог бурског рата од 1899. до 1902. који је Британија добила. Године 1910. Британци оснивају Унију Јужне Африке, која је ујединила колонију Кејп са британском колонијом Натал и пораженом Бурском републиком. Кејптаун је постао законодавно средиште Уније, а касније и Јужноафричке Републике.
На државним изборима 1948. победила је Национална странка Јужне Африке на платформи апартхејда (расне сегрегације) и под слоганом сwарт геваар (опасност од црног). Дошло је до ерозије и каснијег укидања вишерасног друштва у Кејпу, као и до доношења Закона о групним подручјима, којим су сва подручја у земљи класификована по расама. Ранија вишерасна предграђа Кејптауна или су очишћена од неприпадајућег становништва или потпуно срушена. Међу најпознатијим примерима овог у Кејптауну био је Дистрикт шест. Након што је проглашен подручјем само за белце 1965. године, све куће су порушене а преко 60.000 његових становника је насилно премештено. Многи његови становници су пресељени у Кејп Флатс и Лавендер Хил. Под режимом апартхејда, Кејп се сматрао подручјем где су обојени радници непожељни, због изопштавања банту припадника тј. црнаца. Као реакција на Закон о образовању бантуа 1953. и устанак у Совету у јуну 1976, ученици из школа у Лангау, Гугулету и Нијангау у Кејптауну организовали су протесте, сакупљајући се и марширајући кроз улице где су се сукобили са полицијом. Многе школске зграде су тада спаљене.
Кејптаун је дом многим вођама покрета против апартхејда. На острву Робен, бившем кажњеничком острву удаљеном 10 km од града, држани су годинама у затвору многи познати политички затвореници. Један од светски познатих догађаја који је обележио крај ере апартхејда, означио је први јавни говор Нелсона Манделе неколико сати након пуштања на слободу, са балкона градске скупштине Кејптауна 11. фебруара 1990. године. Његов говор обилежио је нови период у историји града Кејптауна и целе Јужноафричке Републике, а први демократски избори одржани су четири године касније 27. априла 1994. године. На тргу Нобеловаца у четврти Викторија & Алфред Вотерфронт постављене су статуе четири јужноафричка нобеловца за мир: Алберт Лутули, Десмонд Туту, Фредерик Вилем де Клерк и Нелсон Мандела. Почев од 1994. град се све више суочава са проблемима попут дроге, који кулминирају насиљем и криминалним делима у вези с дрогом, те недавно и окршајима банди. Истовремено економија је процветала до неслућених размера због енормног повећања туризма и тржишта некретнина. Са Гини коефицијентом од 0,67 Кејптаун има највиши однос једнакости расподеле дохотка у Јужној Африци.

## Знаменитости
Кејптаун је други најпосјећенији град Африке, након Каира. Велика већина туриста посећује оближњи Рт добре наде. Туристе занима планина Стона планина која се надвија над градом и која је заштићена као национални парк и на њој се могу наћи многе афричке животиње. Привлачне су градске плаже, али је море хладно због хладне морске струје.
Значајна је стара лука. Туристе привлачи затвор Нелсона Манделе на острву Робен. Интересантан је и акваријум. Занимљиве су зграде у повијесном центру грађене у аутохтоном холандском архитектуралном стилу названом Кејп Дач.

## Географија
Кејптаун се налази на 33,55° јужне географске ширине (отприлике као Сидни и Буенос Ајрес, односно слично као и Казабланка или Лос Анђелес на северној хемисфери) те 18,25° источне дужине. Стона планина са готово вертикалним стенама и необично равним врхом на преко 1000 m надморске висине, са врховима Ђавољи врх и (Лавовска глава) са друге стране, заједно формирају јединствену планинску унутрашњост која окружује централно подручје града, а локално је познат као лонац Кејптауна. Уски појас облака, колоквијално познат као одећа стола, понекад се формира на врху планине. Непосредно на југу пружа се полуострво Кејп са пејзажним планинским рптом који се пружа 40 km према југу у Атлантски океан завршавајући се на Кејп Појнту. Постоји више од 70 врхова виших од 300 m унутар званичних граница града. Многа од градских предграђа налазе се на великим заравнима званим Кејп Флатс, која се пружају преко 50 km према истоку и повезују полуострво са копном. Те заравни се налазе на издигнутим морским равницама, сачињене углавном од седиментираног морског песка чиме се може потврдити теза да је Стона планина некад давно и сама била острво. Регија Кејптауна генерално са својом средоземном климом, разуђеном обалом, непроходним планинским ланцима, приобалним низијама и граничном полупустињском околином, има доста сличности са јужном Калифорнијом.

### Клима
Рт добре наде и град Кејптаун имају Медитеранску климу по Кепенововој класификацији климе, са благим зимама, и сувим топлим летима. Зими, која почиње од јуна и траје од краја аугуста, превладавају јаки северозападни ветрови који доносе хладна фронт са Атлантског океана. Тад падне и највише кише на град, иако не свуда једнако. На вишим деловима града, зна пасти и 1 500 mm, док на нижим деловима падне уобичајених 515 mm. Просечне минималне температуре су око 7,0 °C, док су максималне 17,5 °C.
Лета која почињу од новембра и трају до марта, су врућа и сува, ипак не претерано јер је просечна температура око 26,5 °C. Тад знају дувати јаки ветрови са југоисточног Атлантика које локални становници смтрају здравим, јер односе клице, бактерије и сву атмосферску прљавштину. Али кад стану дувати ветрови са брда на североистоку, тад зна бити екстремно вруће, иако то не траје више од пар недеља крајем фебруара или почетком марта.
У граду често буде неугодно топло када дува Berg Wind (брдски ветар) од унутрашњости Кароа током неколико недеља у фебруару и почетком марта. У касно прољеће и рано лето понекад се јављају снажни ветрови са југоистока, локално познати као доктор Кејп, названи тако јер разносе загађени ваздух изнад града. Тај ветар настаје због система високог притиска (антициклона) која се формира у јужном Атлантику западно од града, а која се у метеорологији назива и јужноатлантски антициклон. Просечно годишње у Кејптауну је измерено 3100 сати сунчевог сјаја што се приближно може упоредити са Лос Ангелесом (3300 сати) односно више од Атине и Мадрида (2900 сати). Температуре мора се значајно разликују од 10 °C на Атлантској обали до 22 °C у заливу Фолс (Лажном заливу). Просечна годишња температура океана креће се од 13 °C на обали Атлантика (слично као у водама Калифорније код Сан Франциска или Биг Сура) до 17 °C у заливу Фоле (слично као температуре у северним деловима Средоземног мора, попут Нице или Монте Карла).
| Клима Кејптаун (1961—1990)                                                             | Клима Кејптаун (1961—1990) | Клима Кејптаун (1961—1990) | Клима Кејптаун (1961—1990) | Клима Кејптаун (1961—1990) | Клима Кејптаун (1961—1990) | Клима Кејптаун (1961—1990) | Клима Кејптаун (1961—1990) | Клима Кејптаун (1961—1990) | Клима Кејптаун (1961—1990) | Клима Кејптаун (1961—1990) | Клима Кејптаун (1961—1990) | Клима Кејптаун (1961—1990) | Клима Кејптаун (1961—1990) |
| Показатељ \ Месец                                                                      | .Јан.                      | .Феб.                      | .Мар.                      | .Апр.                      | .Мај.                      | .Јун.                      | .Јул.                      | .Авг.                      | .Сеп.                      | .Окт.                      | .Нов.                      | .Дец.                      | .Год.                      |
| -------------------------------------------------------------------------------------- | -------------------------- | -------------------------- | -------------------------- | -------------------------- | -------------------------- | -------------------------- | -------------------------- | -------------------------- | -------------------------- | -------------------------- | -------------------------- | -------------------------- | -------------------------- |
| Апсолутни максимум, °C (°F)                                                            | 39,3 (102,7)               | 38,3 (100,9)               | 42,4 (108,3)               | 38,6 (101,5)               | 33,5 (92,3)                | 29,8 (85,6)                | 29,02 (84,24)              | 32,0 (89,6)                | 33,1 (91,6)                | 37,2 (99)                  | 39,9 (103,8)               | 41,4 (106,5)               | 42,4 (108,3)               |
| Максимум, °C (°F)                                                                      | 26,1 (79)                  | 26,5 (79,7)                | 25,4 (77,7)                | 23,0 (73,4)                | 20,3 (68,5)                | 18,1 (64,6)                | 17,5 (63,5)                | 17,8 (64)                  | 19,2 (66,6)                | 21,3 (70,3)                | 23,5 (74,3)                | 24,9 (76,8)                | 22,0 (71,6)                |
| Просек, °C (°F)                                                                        | 20,4 (68,7)                | 20,4 (68,7)                | 19,2 (66,6)                | 16,9 (62,4)                | 14,4 (57,9)                | 12,5 (54,5)                | 11,9 (53,4)                | 12,4 (54,3)                | 13,7 (56,7)                | 15,6 (60,1)                | 17,9 (64,2)                | 19,5 (67,1)                | 16,2 (61,2)                |
| Минимум, °C (°F)                                                                       | 15,7 (60,3)                | 15,6 (60,1)                | 14,2 (57,6)                | 11,9 (53,4)                | 9,4 (48,9)                 | 7,8 (46)                   | 7,0 (44,6)                 | 7,5 (45,5)                 | 8,7 (47,7)                 | 10,6 (51,1)                | 13,2 (55,8)                | 14,9 (58,8)                | 11,4 (52,5)                |
| Апсолутни минимум, °C (°F)                                                             | 7,4 (45,3)                 | 6,4 (43,5)                 | 4,6 (40,3)                 | 2,4 (36,3)                 | 0,9 (33,6)                 | −1,2 (29,8)                | −4,3 (24,3)                | −0,4 (31,3)                | 0,2 (32,4)                 | 1,0 (33,8)                 | 3,9 (39)                   | 6,2 (43,2)                 | −4,3 (24,3)                |
| Количина падавина, mm (in)                                                             | 15 (0,59)                  | 17 (0,67)                  | 20 (0,79)                  | 41 (1,61)                  | 69 (2,72)                  | 93 (3,66)                  | 82 (3,23)                  | 77 (3,03)                  | 40 (1,57)                  | 30 (1,18)                  | 14 (0,55)                  | 17 (0,67)                  | 515 (20,28)                |
| Дани са падавинама (≥ 0.1 )                                                            | 5,5                        | 4,6                        | 4,8                        | 8,3                        | 11,4                       | 13,3                       | 11,8                       | 13,7                       | 10,4                       | 8,7                        | 4,9                        | 6,3                        | 103,7                      |
| Релативна влажност, %                                                                  | 71                         | 72                         | 74                         | 78                         | 81                         | 81                         | 81                         | 80                         | 77                         | 74                         | 71                         | 71                         | 76                         |
| Сунчани сати — месечни просек                                                          | 337,9                      | 297,4                      | 292,9                      | 233,5                      | 205,3                      | 175,4                      | 193,1                      | 212,1                      | 224,7                      | 277,7                      | 309,8                      | 334,2                      | 3.094                      |
| Извор: Светска метеоролошка организација, NOAA, Јужноафричка метереолошка служба, eNCA |                            |                            |                            |                            |                            |                            |                            |                            |                            |                            |                            |                            |                            |

## Становништво
Према државном попису у Јужноафричкој Републици спроведеном 2011. године, становништво метрополитанске општине града Кејптауна, подручје које укључује предграђа и околна насеља која се увек не сматрају делом града, износи 3.740.026 становника. То представља годишњи раст становништва од око 2,6 % у односу на резултате претходног пописа становништва 2001. године, по којем је број становника Кејптауна износио 2.892.243. Полни удео мушкараца у односу на жене износи 0,96 што значи да има незнатно више жена. Око 42,4 % становништва се сматра обојеним, 38,6 % црнцима, 15,7 % белцима и 1,4 % осталим (попут Индијаца и Азијата). По језицима, 35,7 % становника се изјаснило да прича африканерски као први језик, док их 29,8 % говори коса језик (xhosa) и 28,4 % енглески. Око 24,8 % становништва је млађе од 15 године, док је 5,5 % старије од 65 година.
Од становника старијих од 20 година, 1,8 % их није похађало школу, 8,1 % имају неко школовање, али нису завршили основну школу, 4,6 % становника је завршило основну али није похађало даље школе, 38,9 % ученика је похађало средњу али је није завршило, 29,9 % становника је завршило средњу школу али се нису школовали даље, а 16,7 % становника имају више образовање. Свеукупно, 46,6 % становника имају средњошколско образовање. Од деце између 5 и 25 година, њих 67,8 % је похађало неку образовну институцију. Међу особама између 15 и 65 година, стопа незапослености износи 23,7 %. Просечни доходак домаћинства у Кејптауну износи 161.762 ранда. У општини живи 1.068.573 домаћинства што даје просечну величину домаћинства од 3,3 особе. Око 94 % домаћинстава има електричну струју у домовима, око 87,3 % има питку воду из градског водовода док их 12 % користе воду из јавних чесми. Услуге одвоза смећа обухватају 94,6 % домаћинстава. Само 34 % домаћинстава има фиксни телефон, али их 91,3 % има мобилне телефоне. Око 37,9 % их поседује рачунар, а 49,3 % има приступ интернету (било путем рачунара или паметног телефона).

## Привреда
Кејптаун је економско средиште провинције Вестерн Кејп, јужноафричког другог по значају економског центра и трећег највећег економског средишта на афричком континенту. Служи и као регионални производни центар у Вестерн Кејпу. У 2011. градски БДП износио је 56,8 милијарди америчких долара, односно 15.721 амерички долар по глави становника. У пет година пре 2014. БДП Кејптауна растао је по просечној годишњој стопи од 3,7 постотака. У том периоду, пољопривредни и производни сектори су смањили свој удео у градском БДП-у, док су финансијски, услужни, транспортни и логистички сектор знатно порасли што осликава раст специјализираних сектора услуга у локалној привреди. Риболов, текстилна индустрија, производња вунених производа, електроника, намјештај, финансијски и других сектори су гране привреде у економији Кејптауна које имају највеће компаративне предности. Између 2001. и 2010. Гини коефицијент у граду, мера неједнакости расподеле друштвеног дохотка, се донекле поправио; у 2007. износио је 0,59 да би 2010. пао на 0,57, те у 2011/12. повећао се на 0,67. Упркос овом повећању, Гини коефицијент града је и даље најнижи међу свим градовима у држави.
Кејптаун је недавно доживео процват тржишта некретнина и изградње, јер се због Светског фудбалског првенства 2010. много људи одлучило да купи некретнине или летне резиденције у граду или су одлучили да се трајно настане овде. Кејптаун је био домаћин девет утакмица првенства: шест утакмица у групној фази, једне утакмице у осмини финала, једно четвртфинале и једно полуфинале. Централни пословни дистрикт је укључен у опширни урбани програм реновирања, у којем се одвија рестаурација старих зграда и изградња нових у организацији Кејптаун партнерства. Град има четири велика трговачка чвора, а централни пословни дистрикт садржи највећи број пословних простора и пословних могућности. Century City, појас Bellville/TygerValley и Кларемонт су такође врло развијени пословни центри који садрже многе канцеларије, представништва и седишта корпорација. У граду највише седишта имају компаније из области осигурања, трговачки ланци, издавачке куће, дизајнерске фирме, транспортне и нафтне компаније, архитекти и оглашивачи. Међу светски познатим компанијама које имају седиште у граду су, између осталих, трговачки ланац , ланци супермаркета Pick n Pay Stores и Shoprite, модни ланац , међународни гигант из области медија Naspers и финансијска компанија Санлам. Друге познатије компаније укључују Белрон (међународна група специјализирана за аутоделове, нарочито стакла), CapeRay (медицинска опрема за дијагностиковање рака дојки), Ceres Fruit Juices (произвођач воћних сокова и других производа на бази воћа), ICS (некада један од највећих произвођача меса), Capitec Bank (велика комерцијална банка у ЈАР) и друге. Град је такође и производна база за неколико мултинационалних компанија, као што су Џонсон и Џонсон, GlaxoSmithKline, Levi Strauss & Co., Адидас, Бокомо и Нампак.
Многе произведене робе прођу кроз луку Кејптауна и међународни аеродром Кејптаун. Многе компаније које се баве изградњом бродова имају своје канцеларије и постројења у Кејптауну. Провинција је такођер и центар енергетског развоја државе, где постојећа нуклеарна електрична централа Коеберг производи енергију за потребе провинције Вестерн Кејп. Провинција у којој је и Кејптаун је важна туристичка регија Јужноафричке Републике. Приходи од туризма износе око 9,8 % укупног БДП-а провинције и запошљавају 9,6 % радне снаге. У 2010. години преко 1,5 милиона иностраних туриста посетило је ово подручје.
Са највећим бројем успешних ИТ компанија у Африци, Кејптаун је и важно средиште ове индустрије на целом континенту. Раст на годишњем нивоу од 8,5 % уз приближну вредност од 77 милијарди ранда у 2010. у целој држави, ИТ индустрија у Кејптауну све више добија на значају у привреди града.
Град је недавно добио и епитет најбољег града за предузетништво у Јужноафричкој Републици, са постотком грађана који остварују пословне могућности готово три пута више него државни просек. Грађани старости од 18 до 64 године имају око 190 % више шансе да успешно покрену неки пословни пројекат, док у Јоханезбургу иста демографска група има само 60 % шансе у односу на државни просек да покрену неки нови бизнис.

## Спорт
Најпопуларнији спортови у Кејптауну, рачунајући по броју учесника или играча су крикет, фудбал, пливање и рагби. У рагбију, Кејптаун је дом екипе „Вестерн Провинс” која своје домаће утакмице игра на стадиону Њуландс а такмичи се у Currie купу. Осим тога, играчи Вестерн Провинса (заједно са неким играчима Боланд Кавалиерса из Велингтона) чине Stormers у такмичењу јужне хемисфере Супер рагби. Град је често домаћин и репрезентацији Јужноафричке Републике у рагбију познате под надимком Спрингбокс (антилопе). Град је био и домаћин Светског купа у рагбију 1995. године укључујући церемоније отварања и многе утакмице, као што је било полуфинале између репрезентација Новог Зеланда и Енглеске.
Фудбал је такође популаран у Кејптауну, као и у целој држави. Два фудбалска клуба из Кејптауна играју у премер лиги Јужноафричке Републике (ПСЛ), највишем нивоу такмичења у држави. Ти тимови су Ајакс Кејптаун који је настао спајањем клубова Seven Stars и Cape Town Spurs 1999. године, те клуб који је недавно ушао у премијерну лигу Chippa United. У Кејптауну одиграно је и неколико утакмица у оквиру Светског првенства 2010. укључујући једно полуфинале. У подручју Грин Појнта изграђен је нови стадион Кејптаун стадион капацитета 70 хиљада седећих места.
Кејптаун је имао и олимпијске аспирације. Године 1996. град је био један од пет кандидата у ужем избору Међународног олимпијског одбора и започео званичну кандидатуру за домаћина Летних олимпијских игара 2004. године. Иако су игре додељене Атини, Кејптаун је на гласању при избору града домаћина био трећи. Постојале су неке шпекулације да је Кејптаун тражио и номинирање путем олимпијског одбора Јужноафричке Републике као домаћина Летњих олимпијских игара 2020. године, али није дошао до статуса града-кандидата.

## Градови побратими
| Земља       | Град            | Успостављено |
| ----------- | --------------- | ------------ |
| Белгија     | Антверпен       | 1996         |
| Немачка     | Ахен            | 2000         |
| Израел      | Хаифа           | 1975         |
| Кина        | Хангџоу         | 2005         |
| Мозамбик    | Мапуто          | 1994         |
| Француска   | Ница            | 1974         |
| Русија      | Санкт Петербург | 2001         |
| Португалија | Фуншал          | 1995         |
| Ангола      | Луанда          | 1997         |

## Партнерски градови
- Ахен
- Хаифа
- Хангџоу
- Ница
- Санкт Петербург
- Фуншал
- Антверпен
- Пуна
- Сан Франциско
- Буенос Ајрес
- Јоханезбург
- Измир